# シタディス・デュアリス
シタディス・デュアリス（Citadis Dualis）は、フランスの鉄道車両メーカーであるアルストムが展開する鉄道車両ブランド。路面電車路線と鉄道線を直通運転するトラムトレインに適した構造を有しており、アルストムの路面電車ブランドであるシタディスの1車種である。2025年現在はフランス国内への導入が実施され、フランス国鉄（SNCF）やトランスケオ（Transkeo）によって運行されている。

## 概要
都市部に存在する路面電車路線と郊外へ延びる鉄道路線、双方の規格に適したトラムトレイン用車両として開発された車種。車体設計は欧州連合の安全規格であるEN 15227 C-IIIに適合しており、衝突事故を始めとした緊急時の安全性が確保されている。また、車体の構造にはモジュールが採用されており、車幅や車体数が異なる複数の仕様から自由に車体・車内レイアウトの選択が可能となっている。最高速度は100 km/hで、路面電車としての高加減速性能と普通鉄道において必要となる高速性能を兼ね備えており、最大65‰の勾配にも対応できる。台車はアルストムが開発した1次・2次ばね双方を有する小型台車「Ixège」が用いられており、そのうち動力台車にはIGBTコンバータを介して電力を供給される永久磁石同期電動機が搭載されている。また、シタディス・デュアリスは複数の電圧にも対応可能である他、顧客の要望に応じてディーゼルエンジンの搭載も出来る構造となっている。
車内は通路に段差がない100 %低床構造で、収納式のステップにより車両とプラットホームの隙間を埋める事が出来る。また、車内には音声やスクリーンと言った情報案内装置が完備されている他、安全対策として監視カメラを始めとしたモニタリングシステムも搭載されている。更に長距離列車などの需要に応じ、荷物棚やバリアフリー対応トイレの設置も可能である。

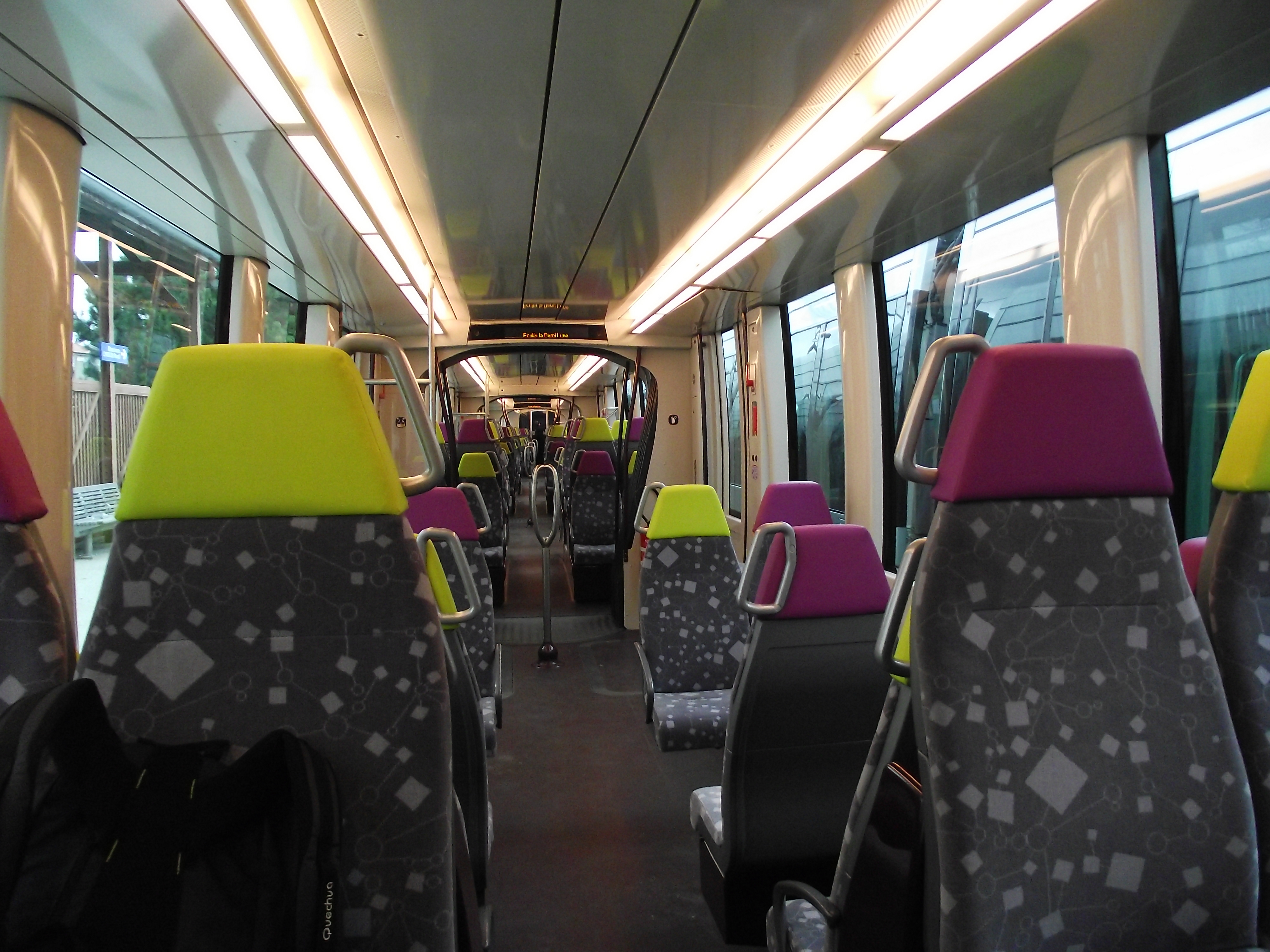
車内（U52500形）
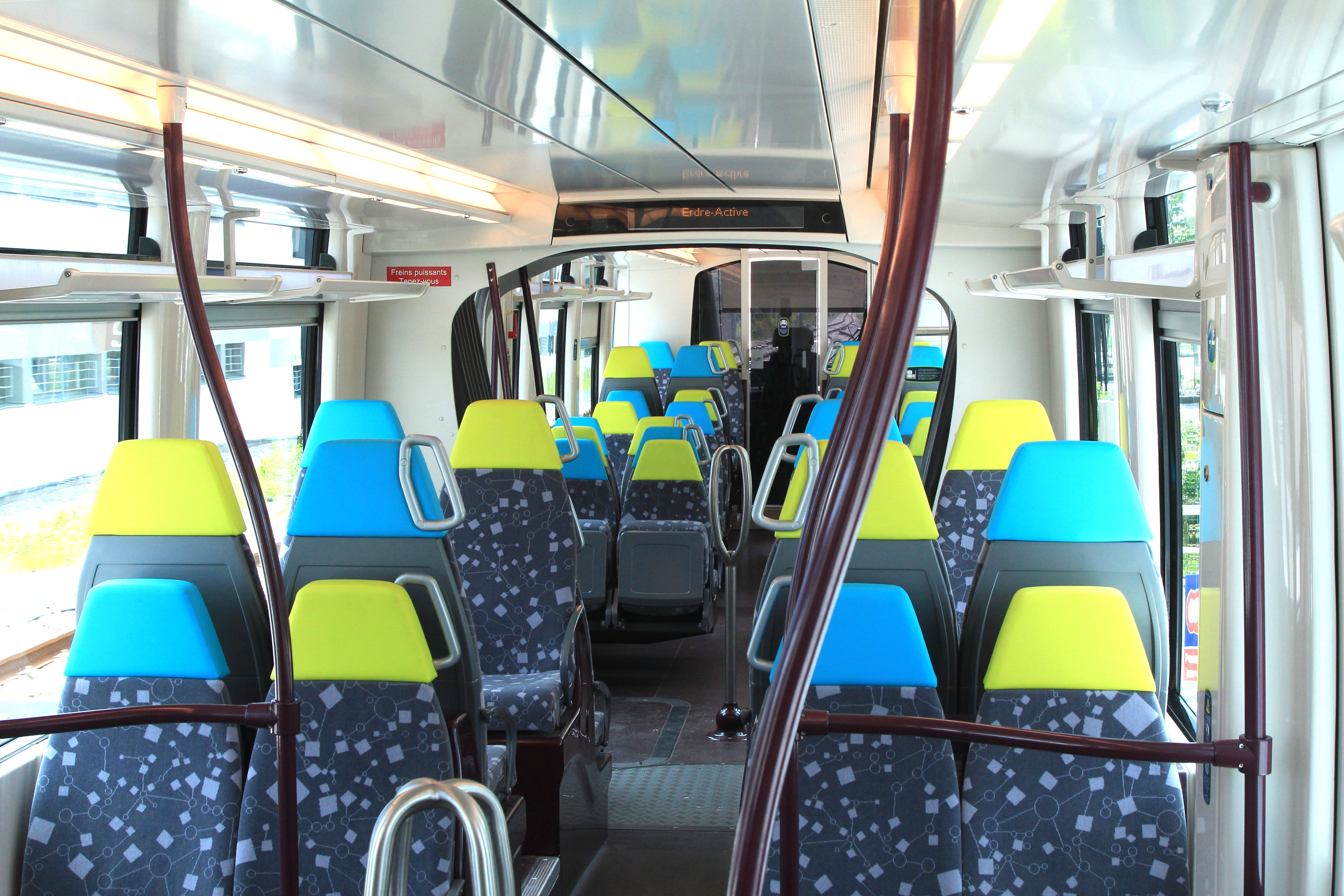
車内（U53500形）
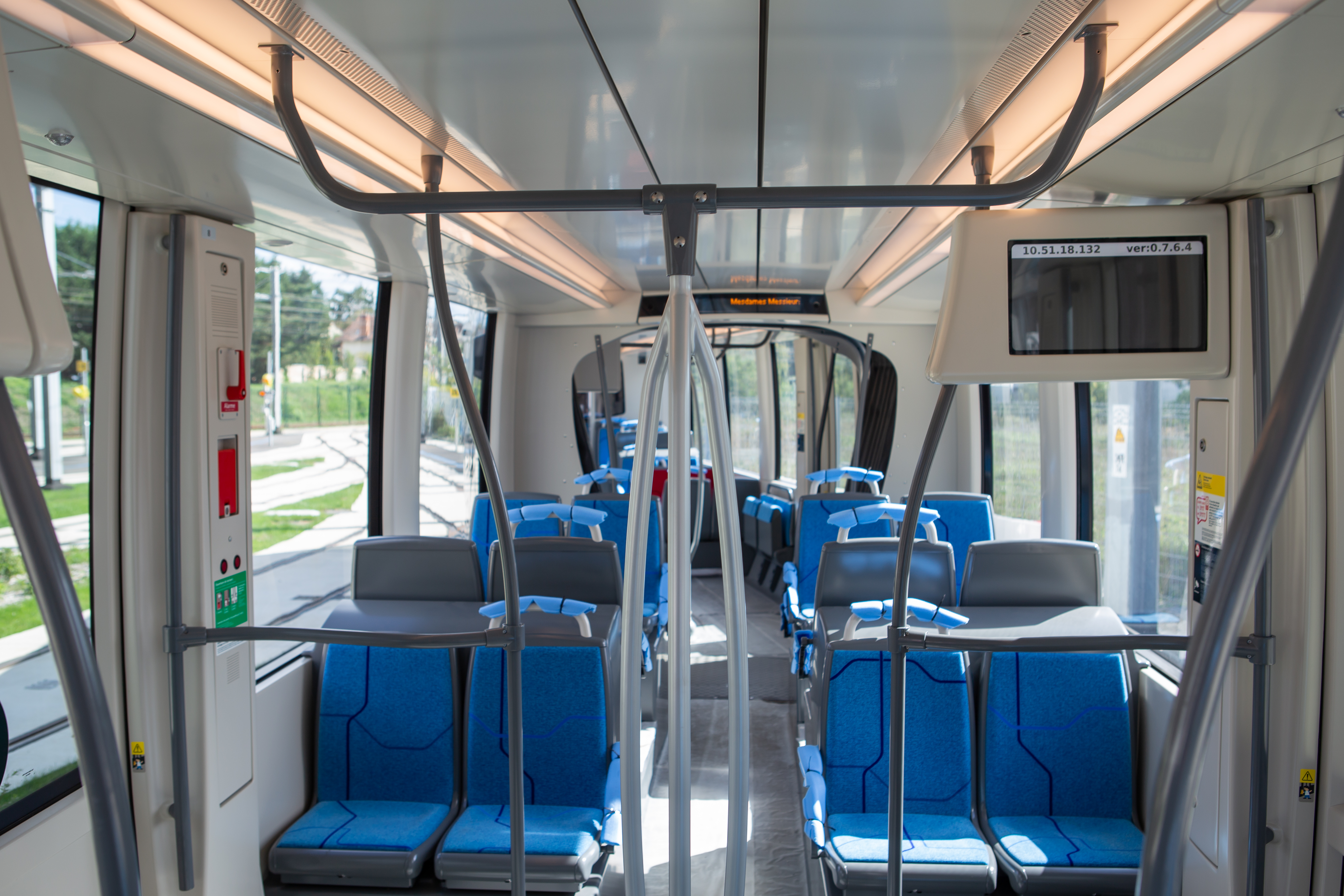
車内（U52600形）
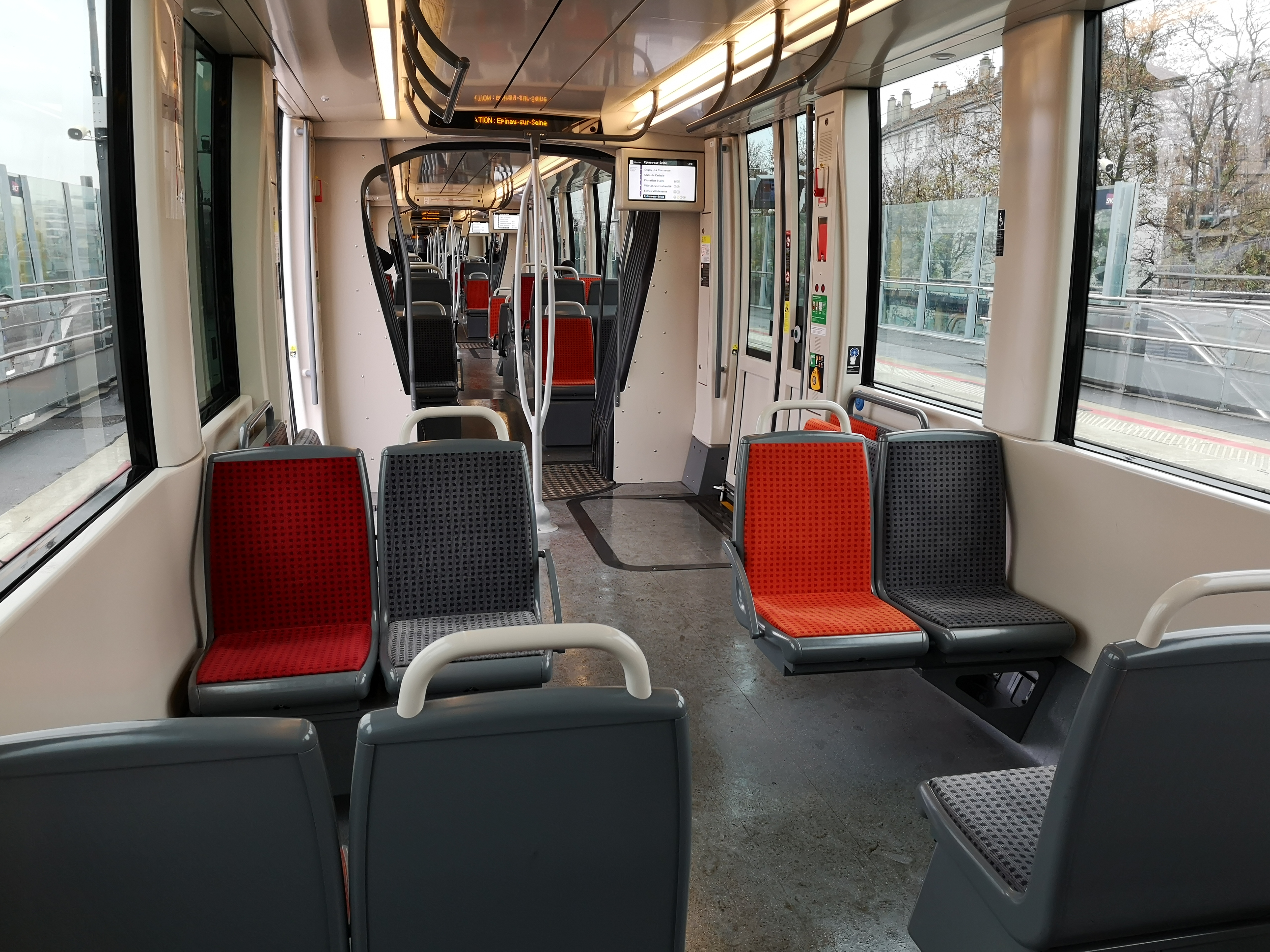
車内（U53600形）
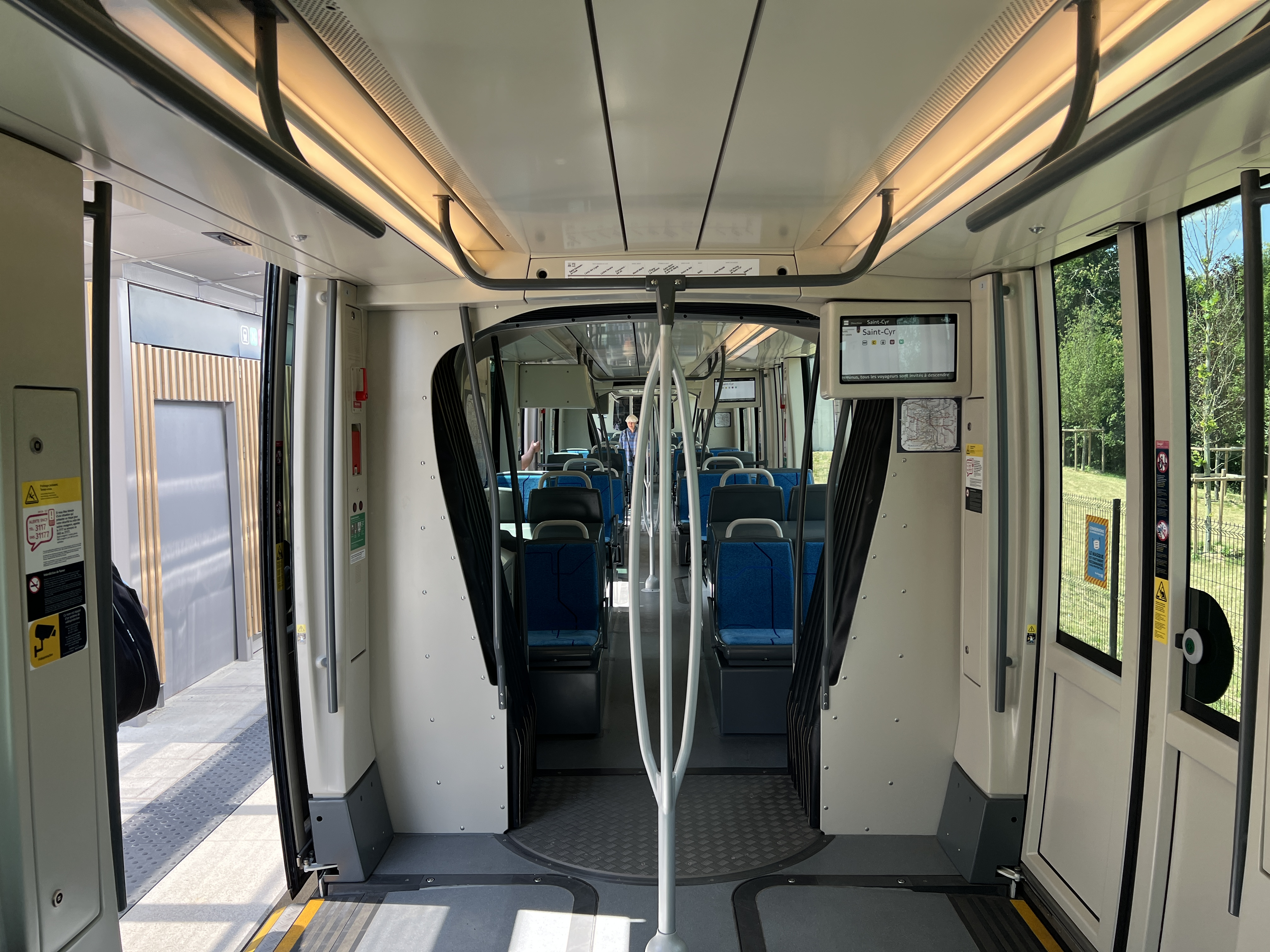
車内（U53800形）
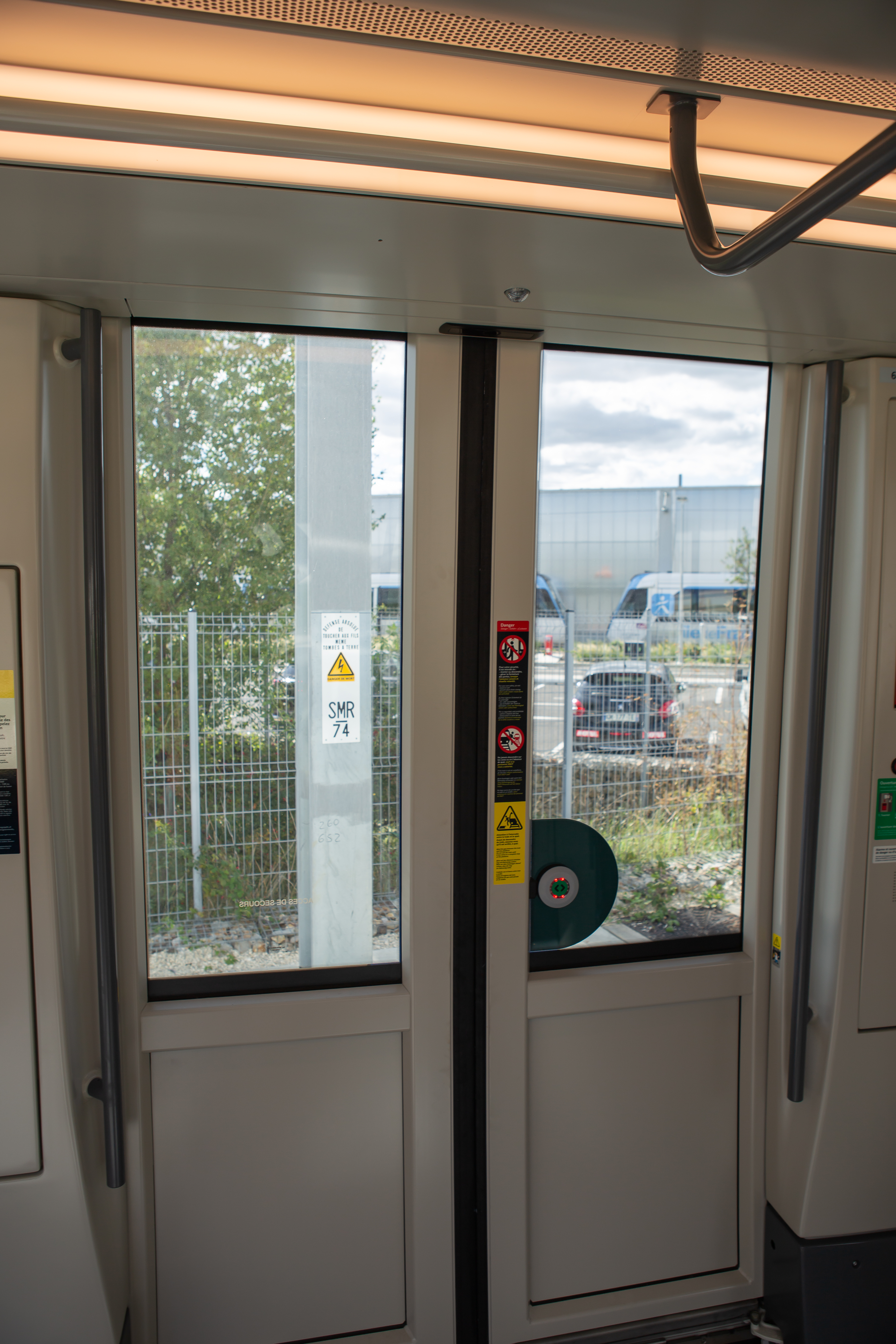
乗降扉（U52600形）
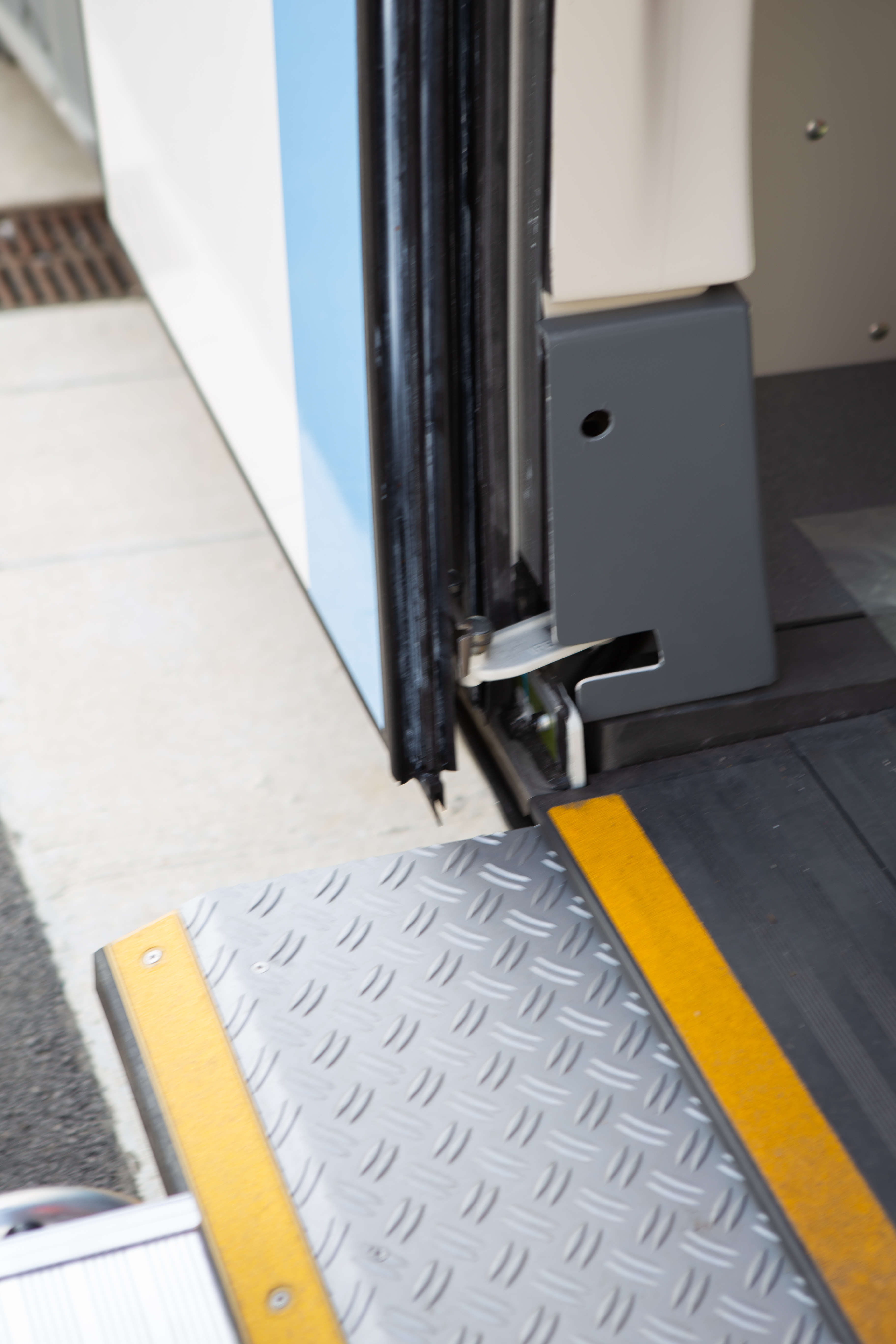
収納式ステップ（U52600形）
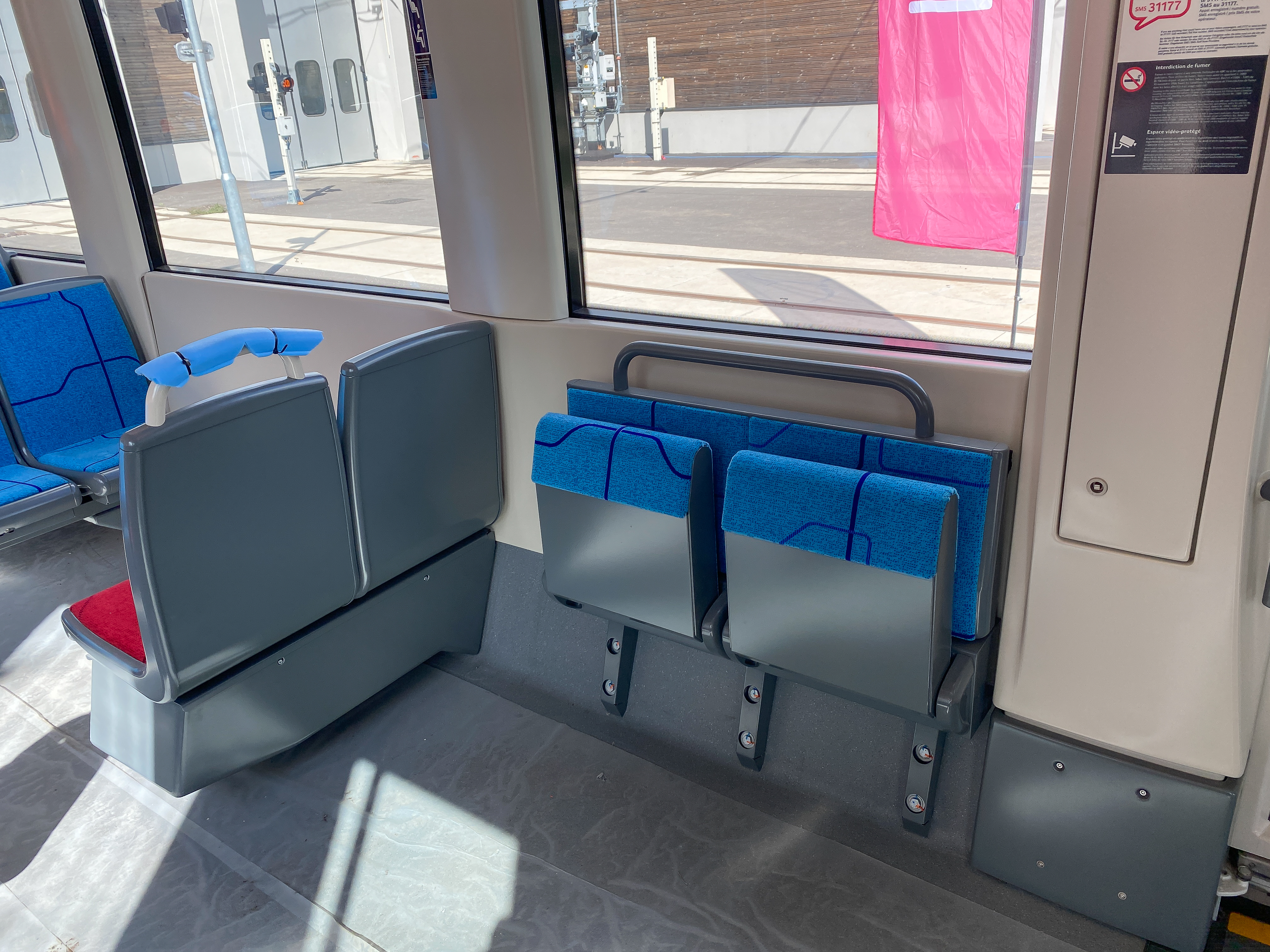
折り畳み座席（U52600形）
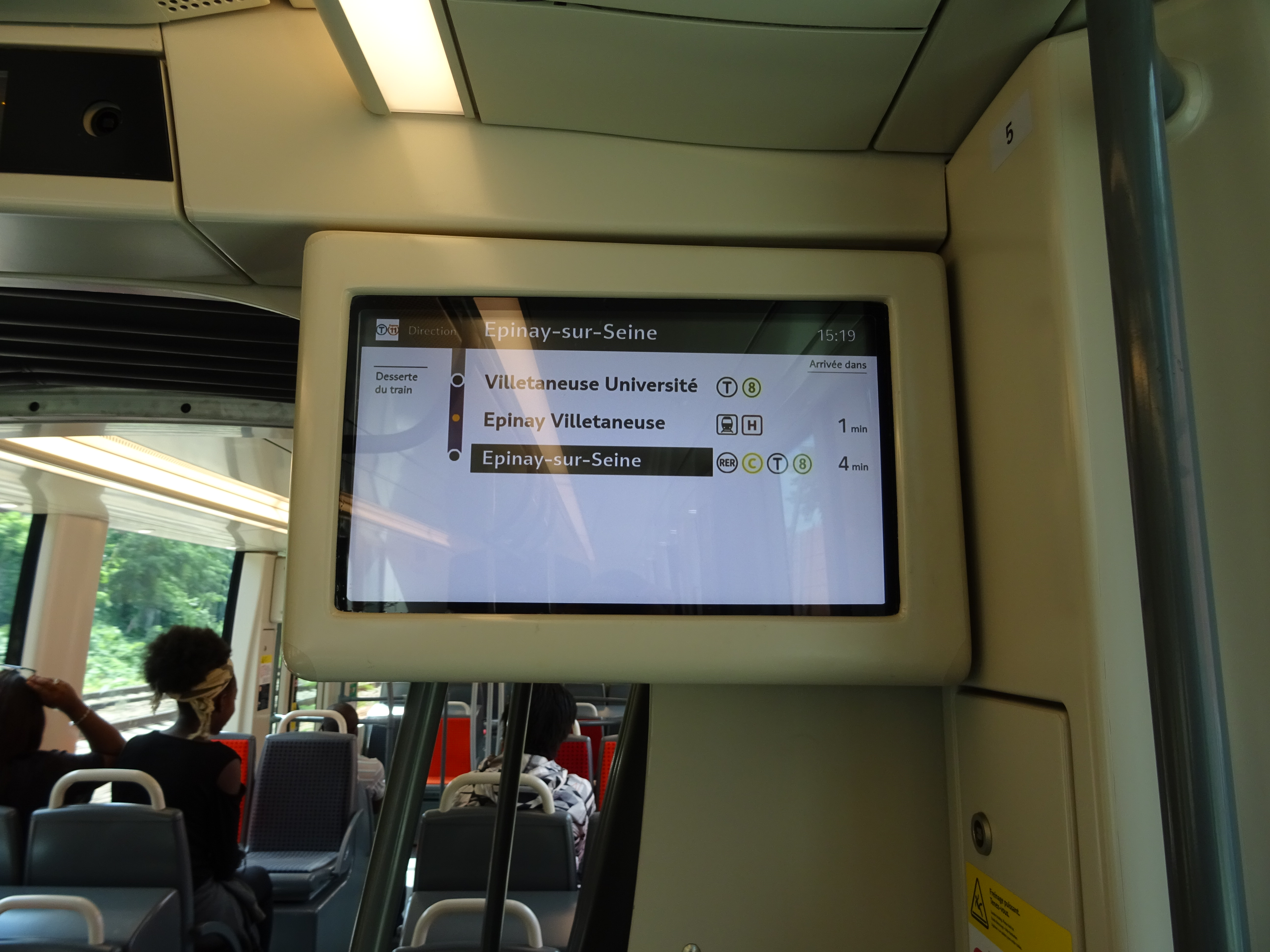
情報案内装置（U53600形）
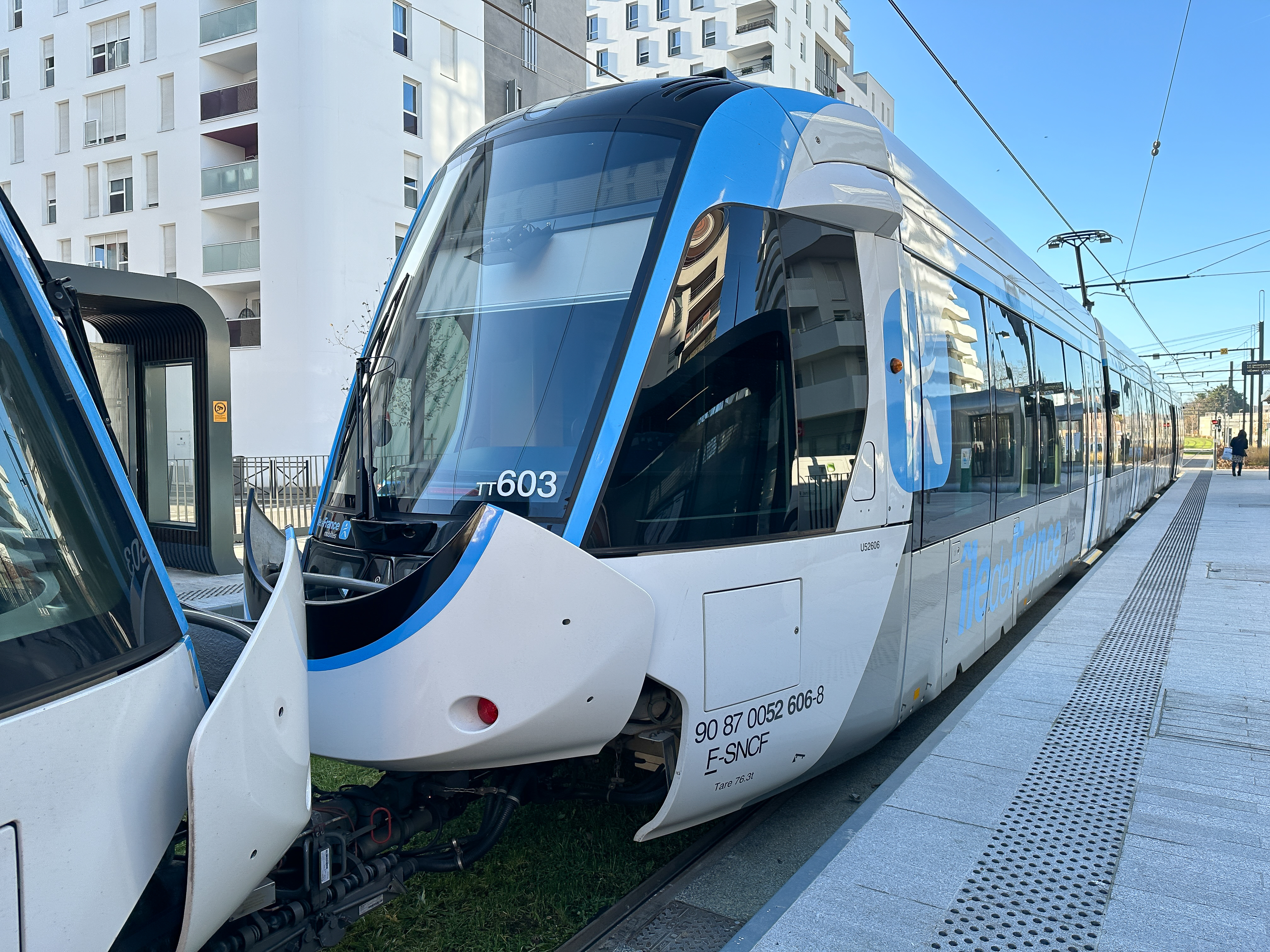
複数編成による連結運転も可能である（U52600形） （2023年撮影）

## 形式

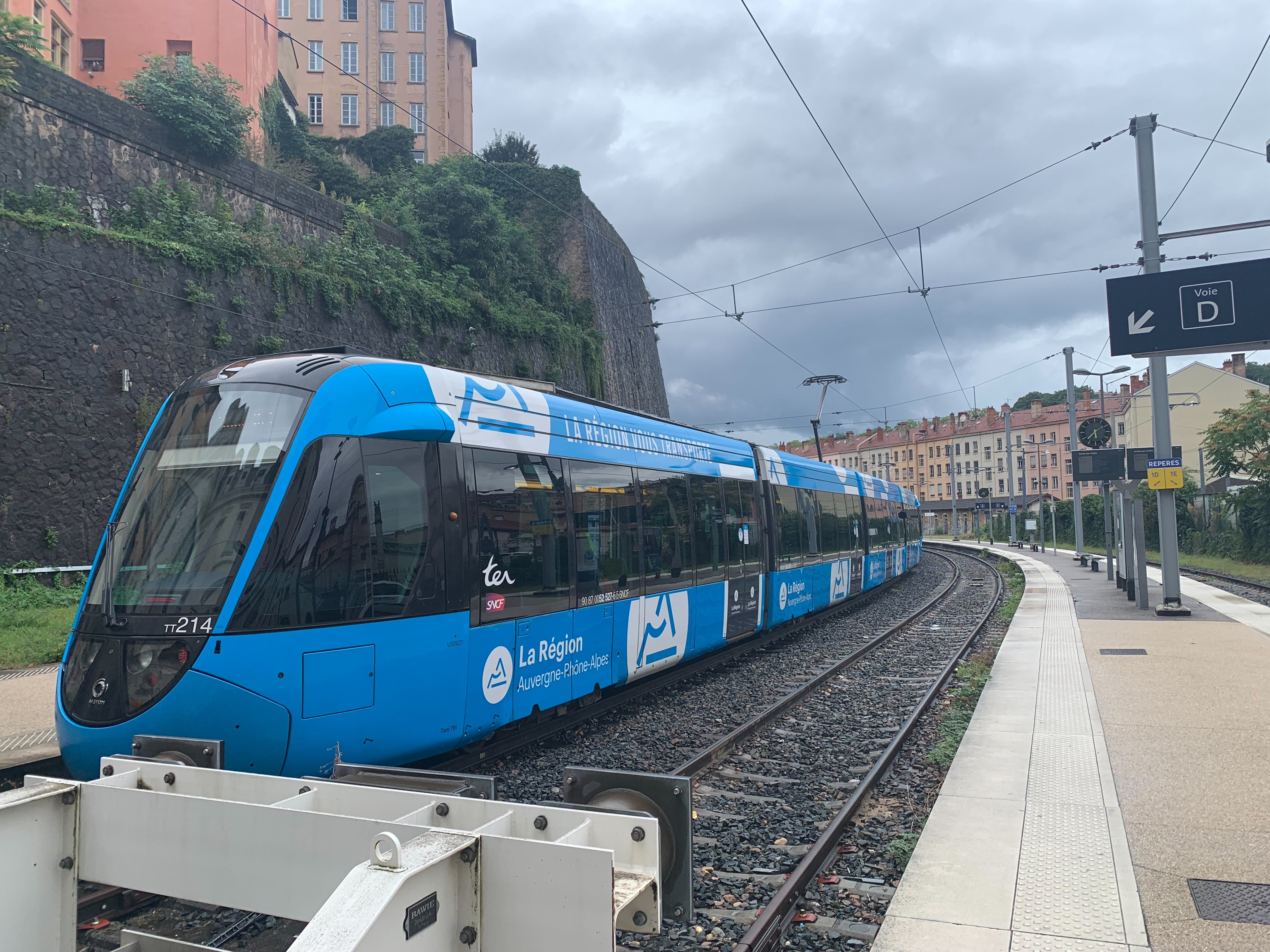
U52500形 （2021年撮影）
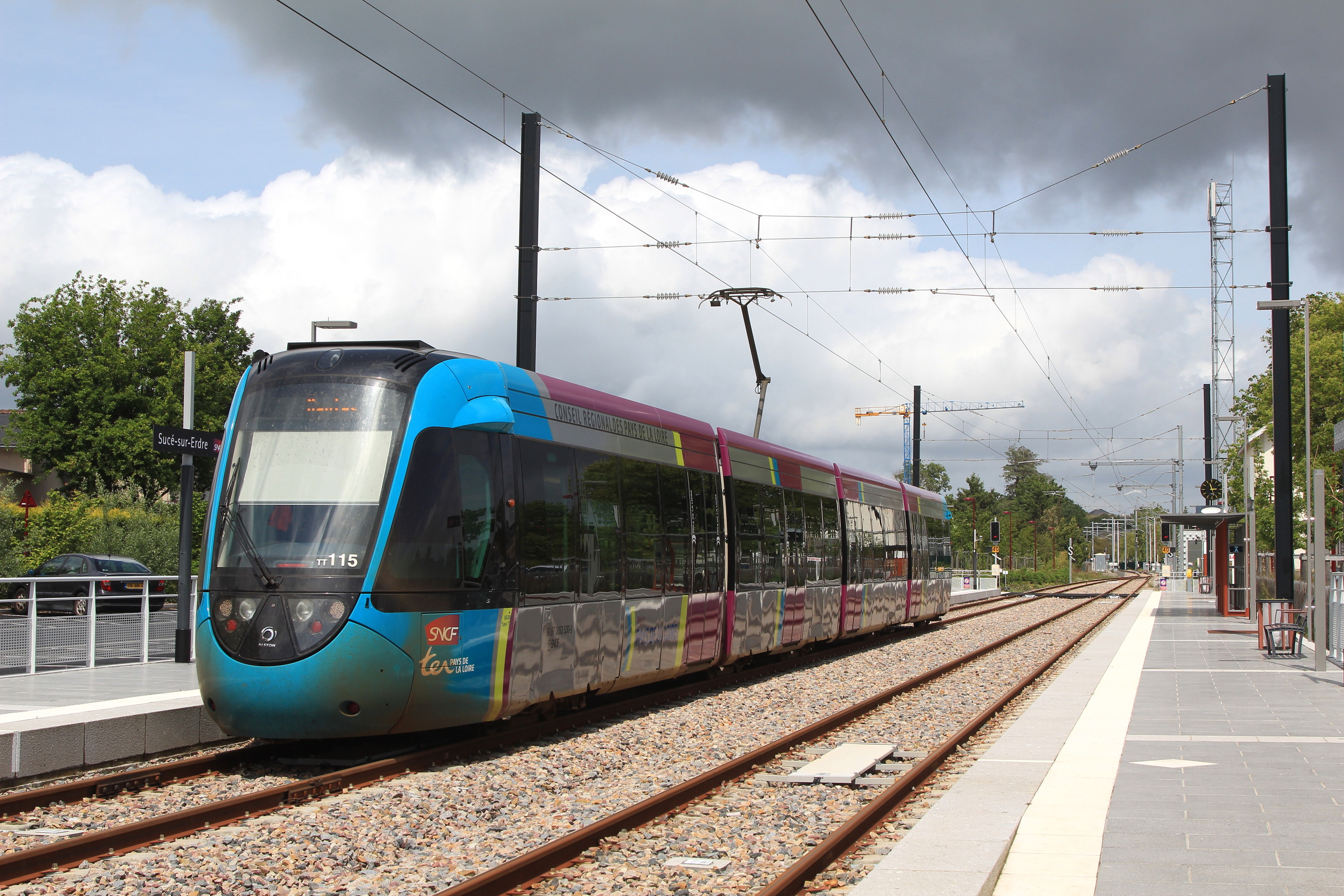
U53500形 （2014年撮影）

2011年からナントで営業運転を開始したU53500形以降、「シタディス・デュアリス」は以下の形式が製造され、フランスの各地域圏で営業運転に使用されている。全形式とも4車体連接車である。
- イル＝ド＝フランス地域圏
  - U52600形 - T12号線（フランス語版）向けの形式。750 Vおよび1,500 Vという2つの直流電圧に対応する[5][6]。
  - U53600形 - T11号線（フランス語版）で使用されている形式。直流750 Vと交流25,000 V 50 Hzに対応する交直流電車である[7]。
  - U53700形 - T4号線（フランス語版）の延伸に合わせて導入。U53600形と同型の交直流電車で、鉄道路線と路面電車路線双方の規格の線路に適合した車輪を有する[7][8]。
  - U53800形 - イル＝ド＝フランス都市圏の環状線である「グランド・サンチュール」の一部を旅客化したT13号線（フランス語版）向けの車両。基本構造はU53700形と同一である[9][10]。

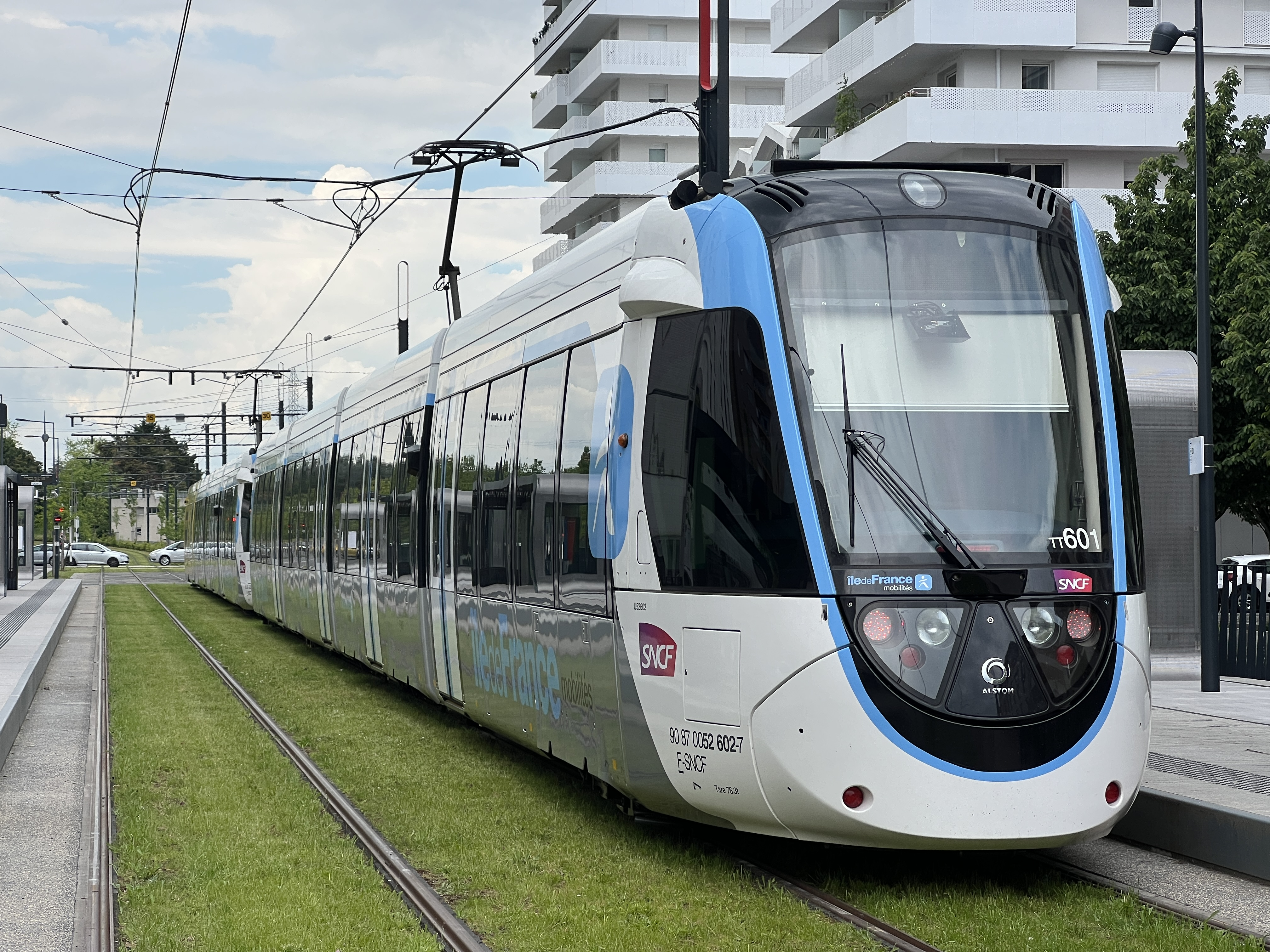
U52600形 （2024年撮影）
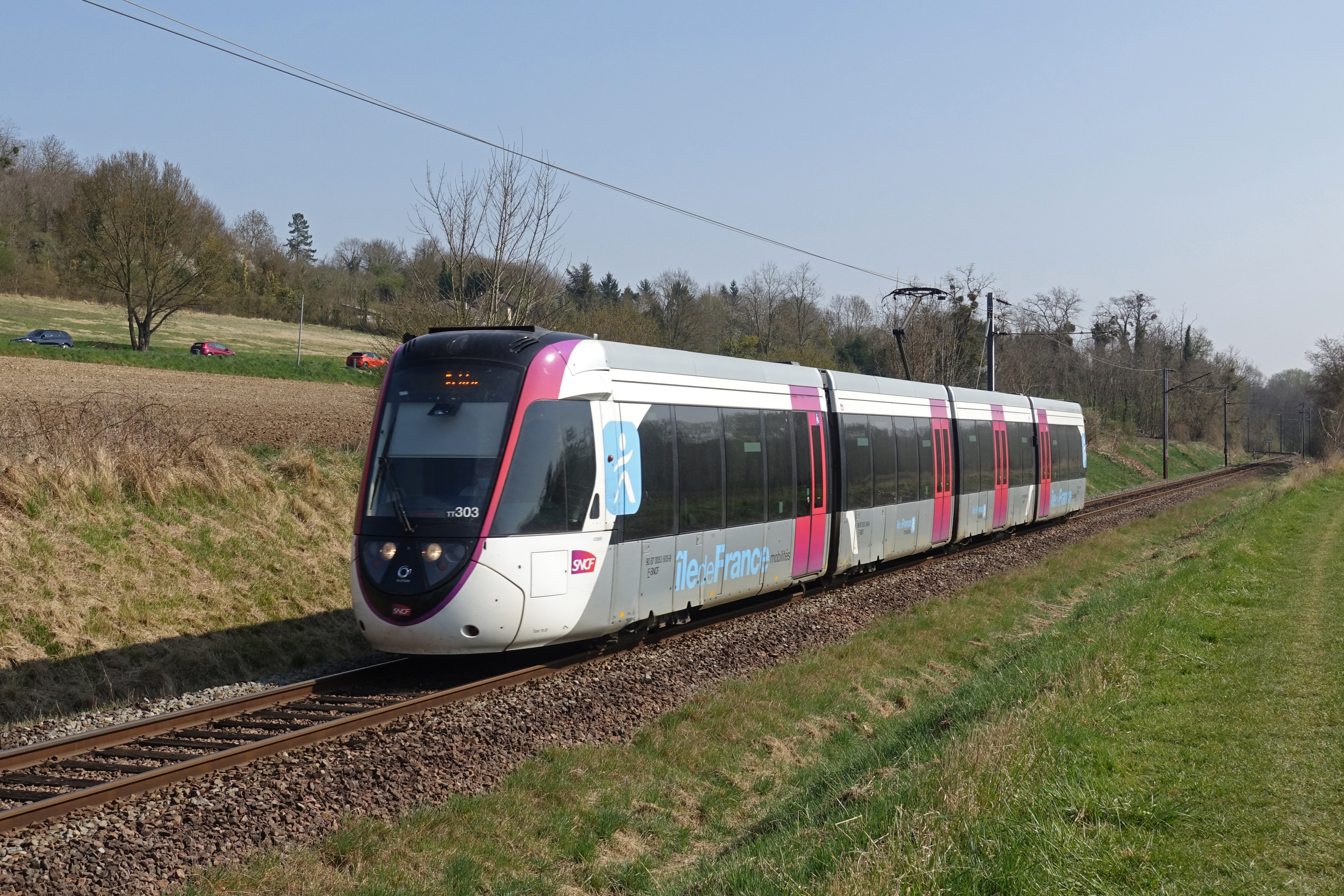
U53600形 （2022年撮影）
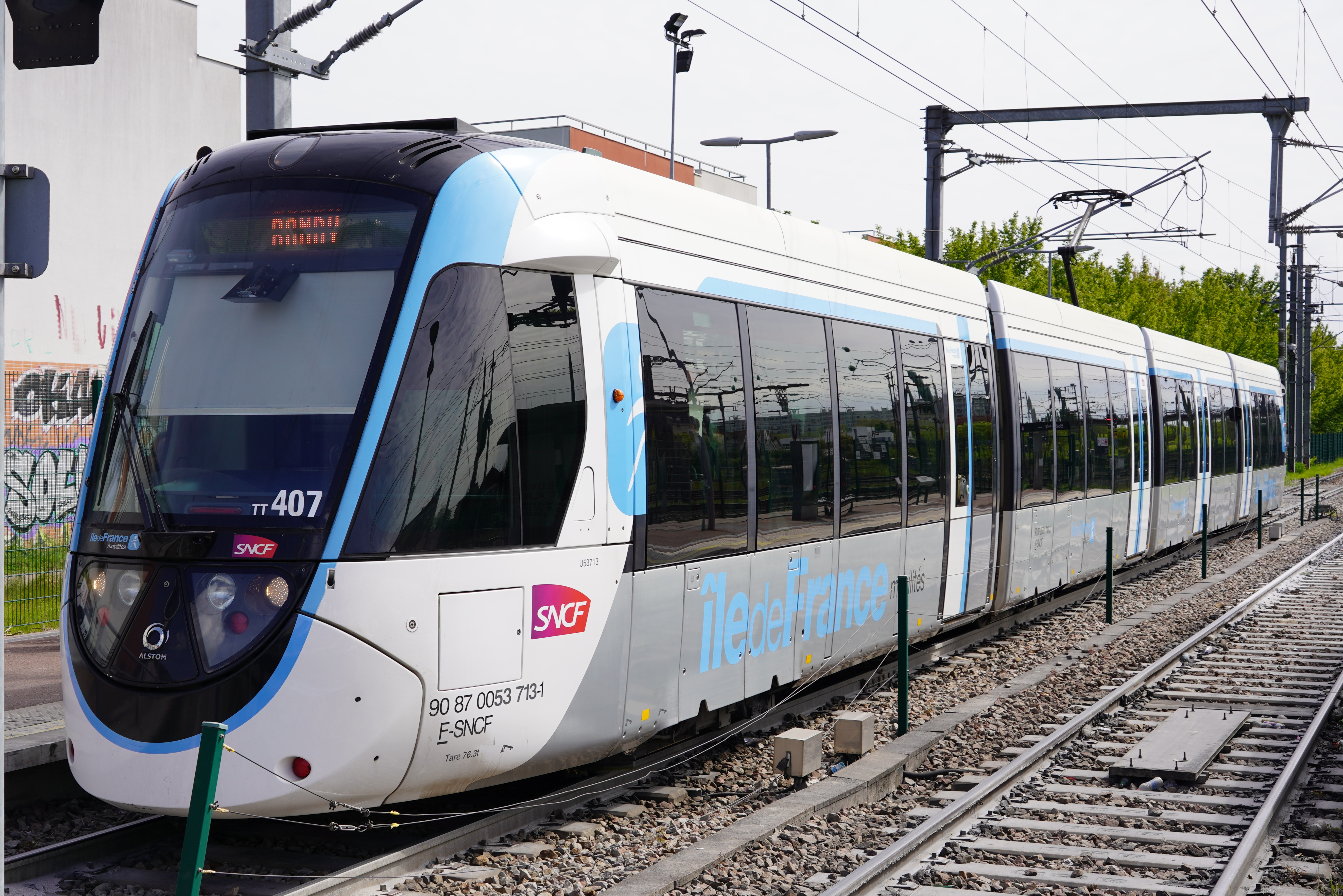
U53700形 （2025年撮影）
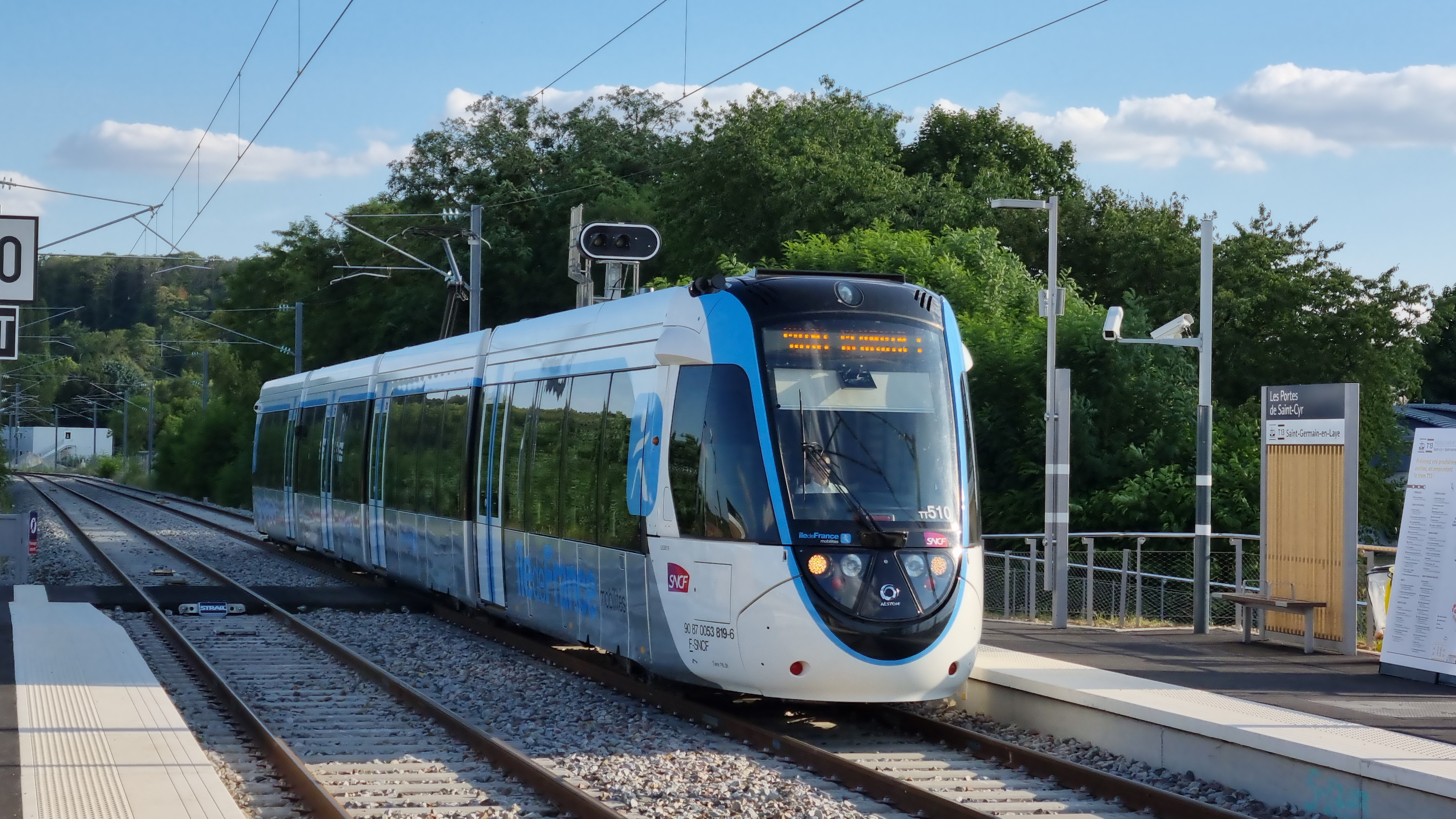
U53800形 （2022年撮影）

- その他地域圏
  - U52500形 - リヨンのトラムトレイン（フランス語版）向けの形式。将来的な直通運転に備え、フランス国鉄（直流1,500 V）とリヨン市内の路面電車（直流750 V）双方の直流電圧に対応している[4]。
  - U53500形 -  ナントのトラムトレイン（フランス語版）で使用されている形式。路面電車（フランス語版）への将来的な直通に備え、フランス国鉄（交流25,000 V 50 Hz）と路面電車（直流750 V）双方の電圧に対応しており、車内にはトイレが設置されている[4]。

- U52500形
（2021年撮影）
- U53500形
（2014年撮影）

## 関連形式
- レギオシタディス（ドイツ語版） - アルストムが開発・展開したトラムトレイン向け車両[11]。